# Karpadammen, Skåne
Karpadammen är en sjö i Skurups kommun i Skåne och ingår i Nybroån-Sege ås kustområde.